# Saint Jean-Baptiste (Le Caravage, Corsini)
Pour les articles homonymes, voir Saint Jean-Baptiste (homonymie).
Saint Jean Baptiste est un tableau de Caravage peint autour de 1605 et conservé à la Galerie nationale d'art antique de Rome (palais Corsini). C'est l'une des sept versions du peintre sur ce thème (certaines sont toutefois contestées quant à leur attribution).

## Historique
L'attribution du tableau à Caravage a varié au cours des siècles, et est devenue majoritaire parmi les chercheurs à la suite des travaux de Roberto Longhi,. De fait, son exécution est anormalement médiocre pour le peintre et peut laisser penser que le tableau pourrait avoir été réalisé par un assistant sous la supervision de Caravage.
Caravage n'est pas le premier peintre à traiter Jean le Baptiste sous la forme d'un nu masculin énigmatique, comme en témoignent les exemples de Léonard de Vinci, Andrea del Sarto et d'autres, mais il y ajoute une touche nouvelle de réalisme et de drame. Son Jean Baptiste a des mains et un cou de travailleur, brûlés par le soleil, et son torse pâle émerge dans un contraste qui rappelle au spectateur qu'il s'agit là d'un véritable garçon qui s'est mis à nu pour la séance de pose. Le Jean Baptiste de Raphaël, en revanche, est idéalisé et aussi dénué d'individualité que n'importe lequel de ses chérubins ailés.

## Description
L'œuvre est réalisée sur toile et utilise comme médium de la peinture à l'huile ; elle est rectangulaire (94 × 131 cm) et de taille moyenne.
Le tableau met en scène un personnage masculin représenté presque dans son entièreté. Il s'agit d'un homme au visage juvénile et glabre et au corps athlétique. Il est torse nu, un pagne blanc et un manteau rouge couvrent le bas de son ventre et ses jambes. À gauche, un bâton en forme de croix et une coupe sont posés au sol, presque suggérés,.

## Analyse

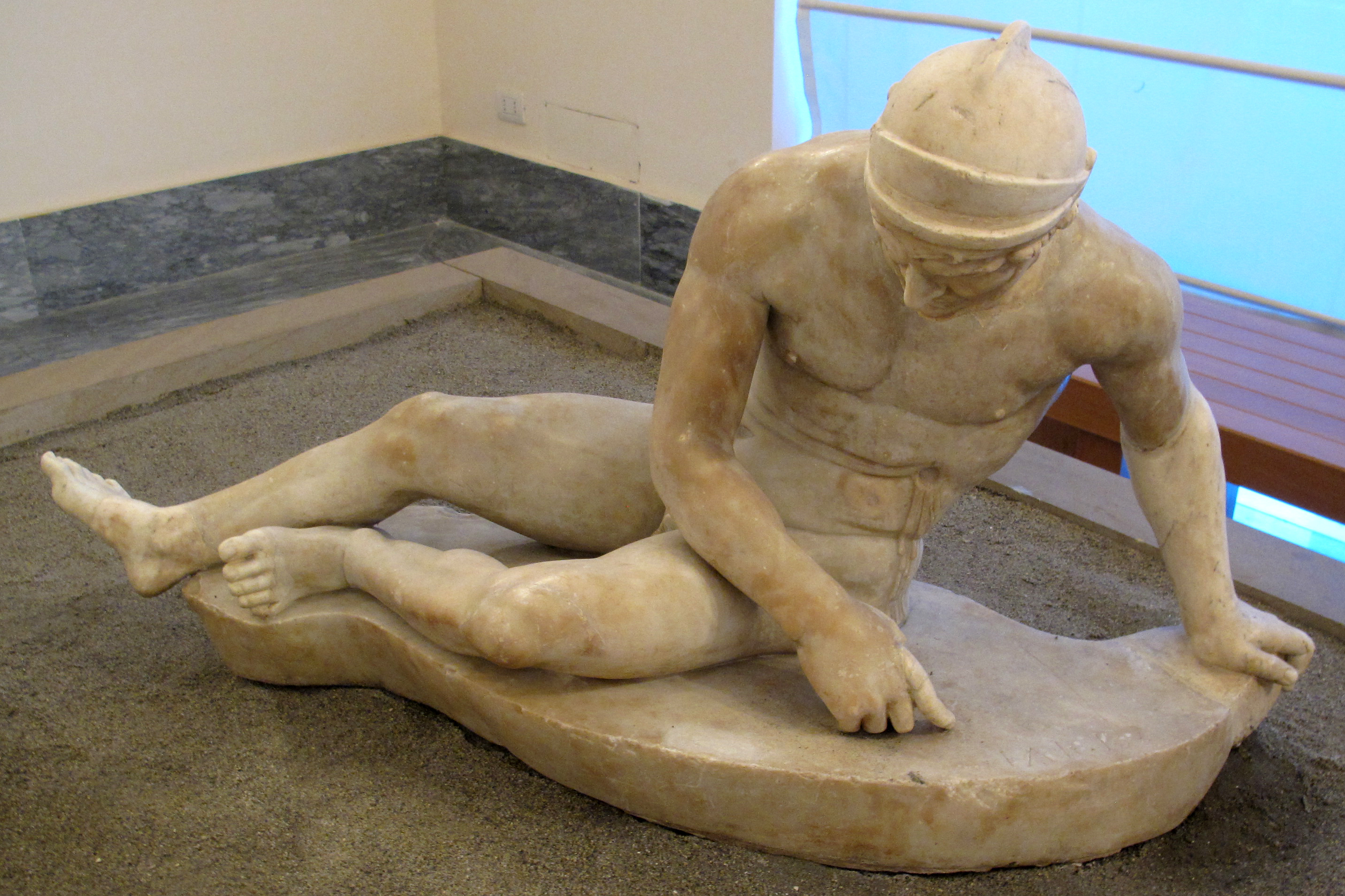
Cette statue antique du Galate mourant pourrait constituer une source d'inspiration pour Caravage (copie romaine d'une statuaire grecque, Ier siècle av. J.-C., musée archéologique national de Naples).
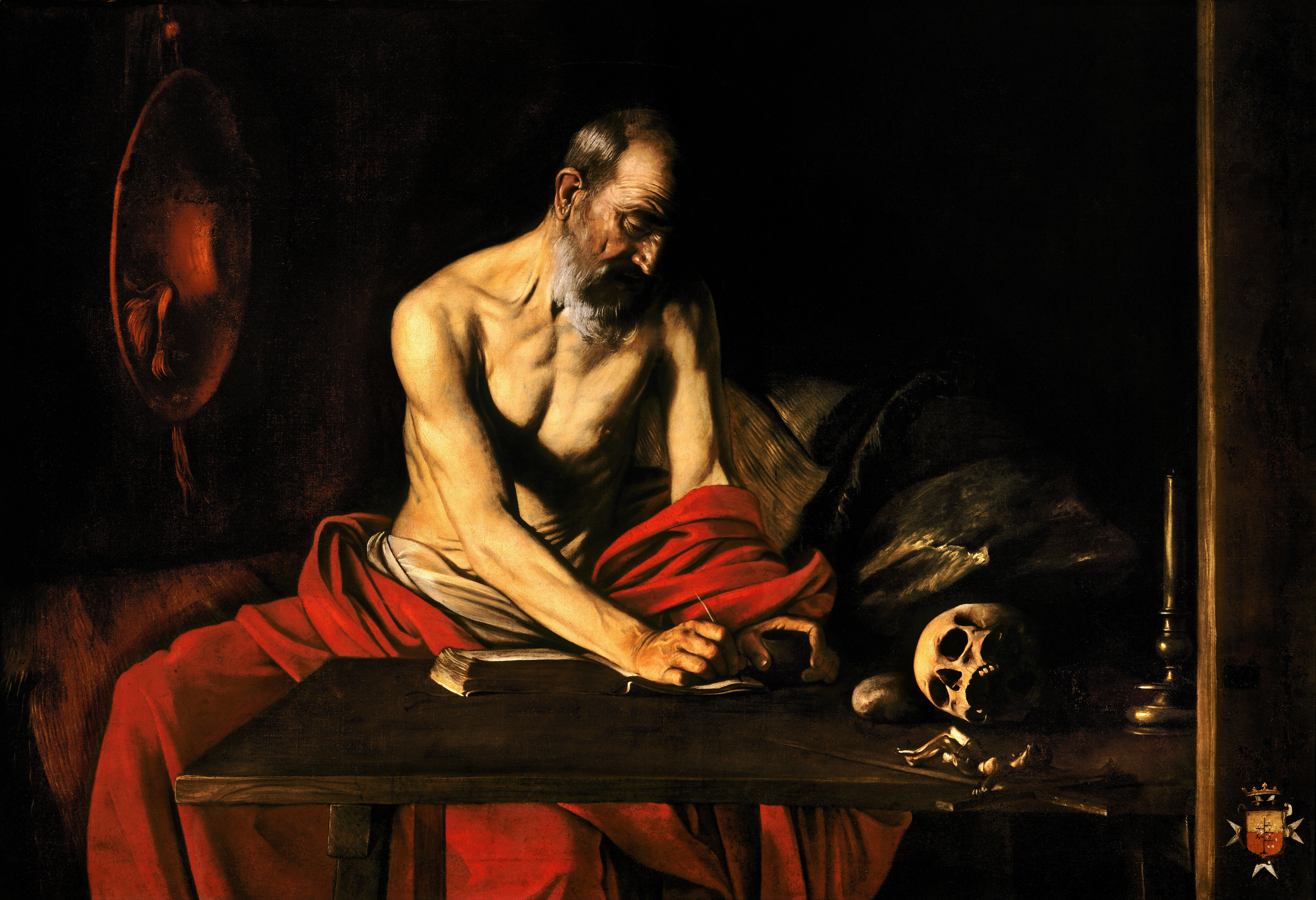
Caravage réutilisera cette pose pour le personnage de son Saint Jérôme écrivant (1607-1608, Malte, La Valette, Cathédrale Saint-Jean).

La pose de saint Jean Baptiste pourrait avoir comme modèle la statuaire antique, quoiqu'en miroir, notamment celle du Galate mourant célébrant la victoire d'Attale Ier sur les Galates en 237 av. J.-C. et découverte en 1514 dans les bains d'Agrippa à Rome,. Quelques années plus tard, Caravage utilisera cette posedans son Saint Jérôme écrivant.

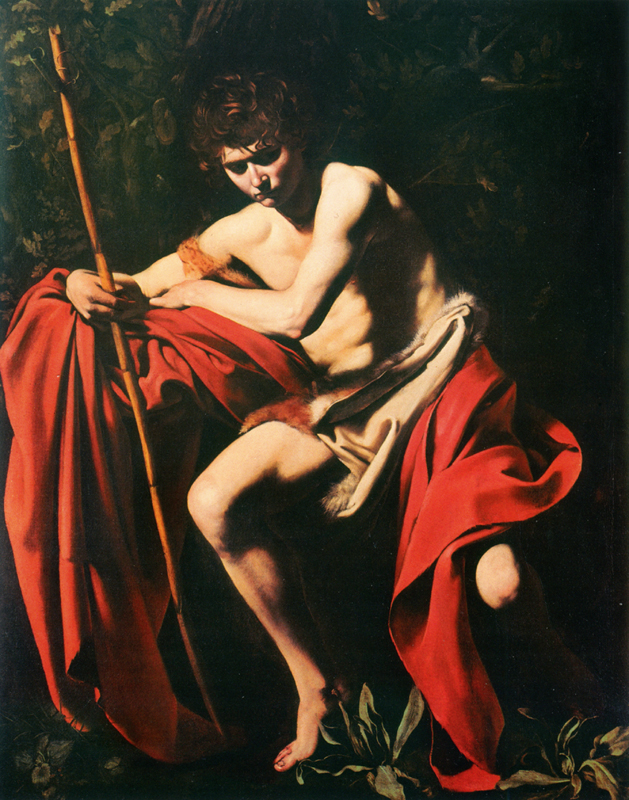
L'attitude du saint est la même que dans le tableau du Saint Jean-Baptiste dans le désert (1602-1604, Kansas City, musée d'art Nelson-Atkins).

De la même manière, l'attitude du saint se rapproche de celle du même personnage dans la version créée entre 1602 et 1604 pour Ottavio Costa .
Le tableau décrit un moment où le saint est en pénitence dans le désert. Néanmoins cette représentation est résolument nouvelle par rapport à la tradition : le personnage est réalisé d'après un modèle issu du peuple et en porte les caractéristiques de la rusticité (dans le bronzage notamment) ; ses attributs traditionnels (cape rouge, bâton en forme de croix, coupe et peau de chameau) sont rejetés à la périphérie du tableau voire absents ; son corps adopte une position dynamique marquée par un jeu de diagonales , ; enfin sa posture donne l'impression qu'il désire fuir un danger situé en dehors du tableau,.

### Sites internet consultés
- (en) Galerie nationale d'Art ancien, « Caravaggio (Michelangelo Merisi) (Milan 1571 – Porto Ercole 1610) - Saint John the Baptist », sur barberinicorsini.org (consulté le 24 février 2019).